# Pomjan
Pomjan (italijansko Paugnano), je naselje na istoimenskem hribu v Slovenski Istri, ki upravno spada pod Mestno občino Koper. 

## Opis
Gručasta značilna istrska vas v Šavrinskem gričevju se nahaja na slemenu širšega hrbta (tudi Pomjanski hrib), ki se razteza v smeri od vzhoda proti zahodu, med dolinama rečice Badaševice in reke Dragonje. Strnjeno jedro s svojo stavbno dediščino ima značilnosti podeželjske gradnje, prilagojene tako podnebju, materialom kot terenu. Na vzhodnem robu naselja so nove hiše.

## Znamenitosti
Poleg sedaj podružnične cerkve sv. Jurija je v vasi zanimiva tudi cerkev Marijinega rojstva, v kateri so ostanki fresk iz 15. stoletja.